# شارع شكري القوتلي (حمص)
شارع شكري القوتلي هو الشارع الرئيسي في وسط حمص في سوريا. الشارع عبارة عن شريط قصير، ولكن واسع الطريق مع دوار كبير في كلا الطرفين. يقع مركز حمص على جانبي شارع قوتلي، الذي سمي على اسم الرئيس السوري السابق شكري القوتلي. في الطرف الشرقي لها، المسجد الكبير النوري وميدان الشهيد مع برج الساعة القديم، في حين يقع برج الساعة الجديد في الطرف الغربي. ويصطف الكثير من الشارع نفسه مع المباني للإقامة والفنادق منخفضة السعر والمطاعم والمقاهي، وأماكن أخرى، فضلا عن متحف حمص.